# Брох-оф-Кликимин
Брох-оф-Кликимин (англ. Broch of Clickimin) — каменное сооружение типа брох на острове Мейнленд в архипелаге Шетландских островов. Находится в ведении агентства «Historic Scotland», исполнительного органа шотландского правительства.

## Расположение
Расположен в юго-западной части города Леруик, на ныне соединённом с сушей острове на озере Кликимин-Лох.

## История
Окружающие брох постройки предположительно относят к эпохе железного века.